# Moigny-sur-École
Moigny-sur-École là một xã ở tỉnh Essonne thuộc vùng Île-de-France miền bắc nước Pháp.
Theo điều tra dân số năm 1999, dân số xã này là 1.283 người. Ước tính dân số năm 2005 là 1.258.
Danh xưng cư dân địa phương Moigny-sur-École trong tiếng Pháp là Moignacois.